# Куитлатекский язык
Куитлатекский язык (куитлатек или куитлатеко) — исчезнувший аборигенный язык Мексики.

## Классификация
Не установлено родство куитлатекского языка ни с одной из известных семей. Гринберг и Рулен пытались включить куитлатекский языки в чибчанскую семью. Эрнандес предложил гипотезу о родстве с юто-астекскими языками.

## Фонология

### Согласные
|               | Губно-губные | Зубные | Палатальные | Велярные | Лабиовелярные | Глоттальные |
| Взрывные      | p b          | t d    |             | k g      | kʷ            | ʔ           |
| Аффрикаты     |              |        | tʃ          |          |               |             |
| Фрикативные   |              | ɬ      | ʃ           |          |               | h           |
| Носовые       | m            | n      |             |          |               |             |
| Аппроксиманты |              | l      | j           |          | w             |             |

- Звуки /f/, /s/, /r/ и /ɾ/ использовались только в заимствованиях из испанского.

### Гласные
|         | Передние | Средние | Задние |
| Верхние | i        | ɨ       | u      |
| Нижние  | e        | a       | o      |

## География распространения
Куитлатекский язык был распространён в мексиканском штате Герреро. К 1930-м гг. на нём говорили только в селении Сан-Мигель-Тотолапан. Последний носитель, Хуана Кан, умерла в 1960-е гг..

## Синтаксис
Обычный порядок слов — SVO. Прилагательные предшествуют определяемым существительным.